# كيلي مازانتي
كيلي مازانتي (بالإنجليزية: Kelly Mazzante)‏ مواليد 2 فبراير 1982 في ويليامسبورت، هي لاعبة كرة سلة أمريكية معتزلة. بدأت مسيرتها الاحترافية في سنة 2004. تم اختيارها من قبل فريق شارلوت ستينغ خلال الدرافت. وحملت الرقم 13. يبلغ طولها 6 قدم 0 بوصة (1.8 م). اعتزلت اللعب في 2011. فازت بلقب دوري المحترفات.

## المسيرة الاحترافية
لعبت مع شارلوت ستينغ من سنة 2004 إلى 2006، ثم لعبت مع فينيكس ميركوري من سنة 2007 إلى 2009، ثم لعبت مع أتلانتا دريم في سنة 2011.

## روابط خارجية
- كيلي مازانتي على موقع الاتحاد الوطني لكرة السلة النسائية (الإنجليزية)
- كيلي مازانتي على موقع كرة السلة الأوروبية.كوم (الإنجليزية)
- كيلي مازانتي على موقع كلية كرة السلة في سبورتس رفرنس.كوم (الإنجليزية)
- كيلي مازانتي على موقع بروبوليرز (الإنجليزية)
- كيلي مازانتي على موقع سبورتس رفرنس (الإنجليزية)